# Trichophoroides jansoni
Trichophoroides jansoni är en skalbaggsart som först beskrevs av Bates 1885.  Trichophoroides jansoni ingår i släktet Trichophoroides och familjen långhorningar.
Artens utbredningsområde är:
- Costa Rica.
- Honduras.
- Nicaragua.

Inga underarter finns listade i Catalogue of Life.